# Symposion

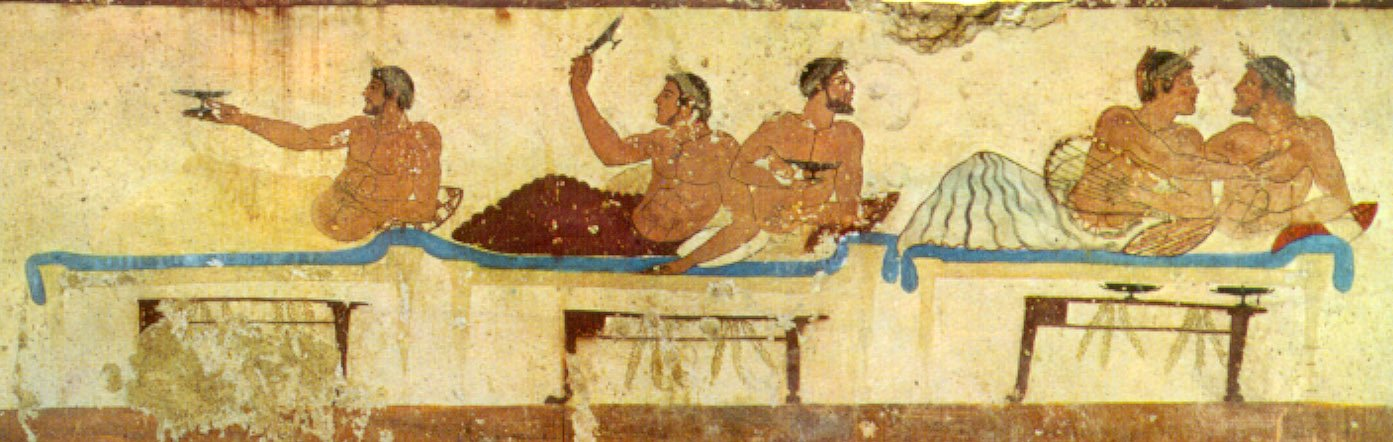
Grieks symposion
fresco in de tombe van de duiker, Paestum Museum, 475 v.Chr.

Symposion, Oudgrieks: συμπόσιον / sumpósion, van σύν, sún, samen en πόσις, pósis, drinken, was een bijeenkomst van vrije mannen in het oude Griekenland. Het was een vorm van drinkgelag.
Symposion vertalen als banket zou suggereren dat het alleen om een uitgelaten drink- en eetfestijn ging, maar voor de oude Grieken was de met elkaar gedeelde gezelligheid, verbonden met de goden en met de bijbehorende rituelen de kern van het symposion.

## Symposion in het oude Griekenland

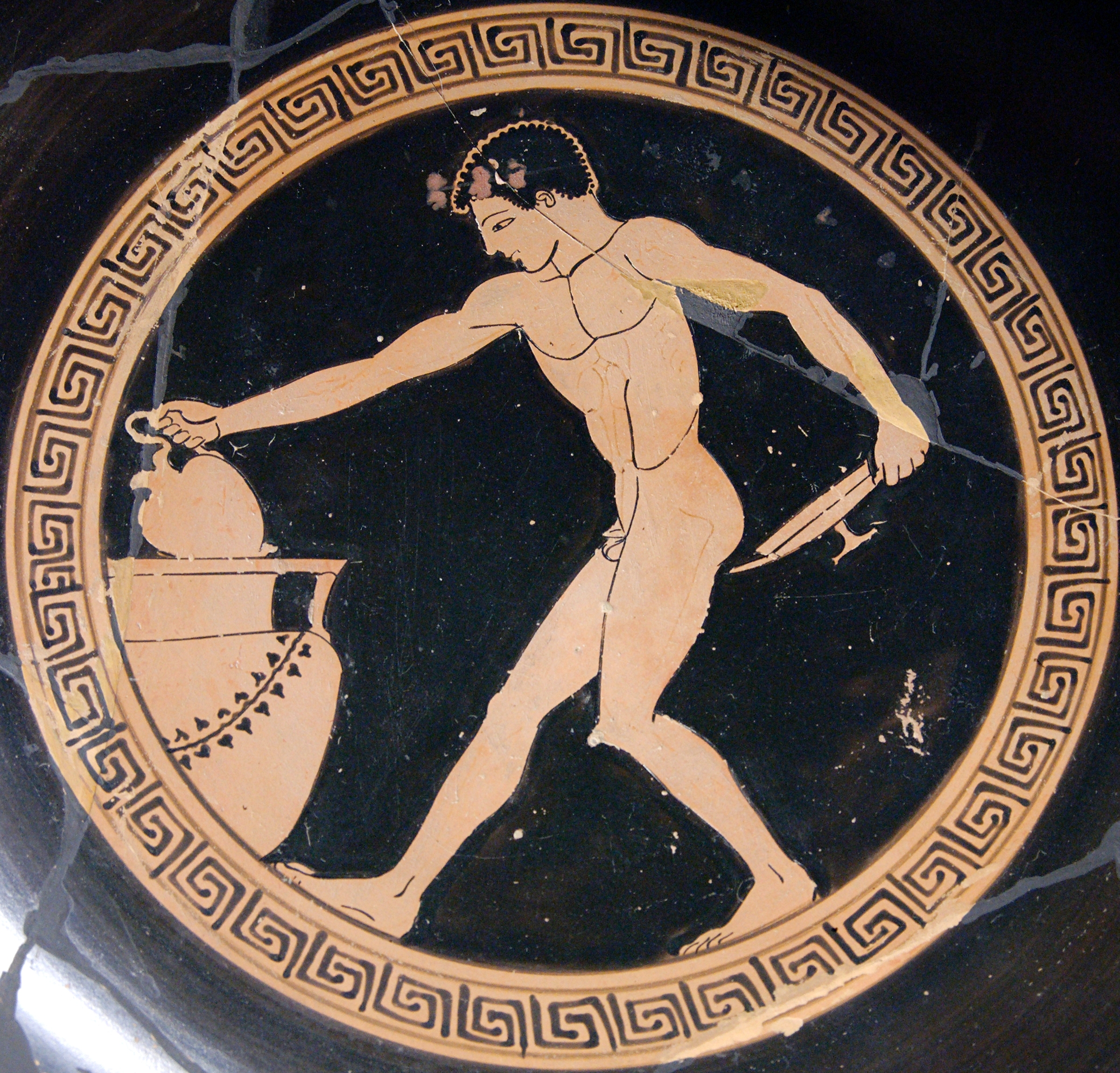
Een schenker vult zijn wijnkan in een krater met een krans van klimop, in zijn andere hand houdt hij een kylix.
Tondo in een Attische roodfigurige kylix, ca. 490-480 v.Chr. Louvre, Parijs.

Het symposion werd in het mannenvertrek van het huis gehouden. Het was voor vrouwen, met uitzondering van hetairen, niet toegestaan bij het symposion aanwezig te zijn.
Het feest begon rond het huisaltaar of hestia met zuiverheidsriten zoals handenwassen en het besprenkelen met welriekende stoffen. Hierna legden de aanwezigen kransen om zichzelf en de wijnvaten met klimop, mirte, bloemen, en witte en rode linten. Zij gaven op die manier aan tot de kring te behoren, die Dionysos vereerden. Vervolgens ging men op banken met kussens, klinai, κλίναι  aanliggen. Geliefden, zoals de erastai met hun eromenoi, lagen vaak bij elkaar, hetgeen duidt op een vorm van pederastie.
In het midden van de ruimte stond een krater opgesteld. In dit grote mengvat werd wijn met water gemengd, het drinken van onaangelengde wijn gold in de oudheid als een faux pas. De verhouding werd daarbij door de ceremoniemeester, symposiarch, van συμποσίαρχος, bepaald, die de gasten uit hun midden kozen. Vanuit de krater werd de aangelengde wijn, eventueel met behulp van kyathoi, wijnscheppen, in oinochoai gegoten en vervolgens in kylixen, kantharoi en ander drinkservies uitgeschonken. Dit was de taak van de oinochoöi, οἰνοχόοι, de wijnschenkers. Dit waren volgens veel afbeeldingen en beschrijvingen knappe, naakte jongens die daarbij door de aanwezigen vaak om hun schoonheid werden geroemd. De gasten dronken de eerste slok wijn, die uit een schaal werd verdeeld, die rond werd gegeven, ter ere van de goede geest, de Daimon. Als teken van de godsverbondenheid plengden zij vervolgens wijn als offer aan de goden. Daarbij zong men onder begeleiding van de aulos, een rietinstrument, een oud aan Apollo gewijd lied.
Dikwijls zong men ook voor het symposion gemaakte liederen, de Skolia. Deze schijnen een overwegend geestige inhoud te hebben gehad. Xenophon maakt in zijn Symposion gewag van artistieke optredens. De aanwezigen hielden geïmproviseerde redevoeringen rond een bepaald thema, Plato schrijft daarover, en losten raadsels op, die men om beurten opgaf. Het was een geliefde spel om zich door het vinden van treffende vergelijkingen te onderscheiden.
De enige geschreven voorschriften voor het vieren van een symposion zijn ons in Nomoi van Plato overgeleverd, die er in zijn dialoog Symposium een beschrijving van geeft. Een gedicht met dezelfde titel van Xenophanes uit Colophon laat zien dat er al in de 6e eeuw v.Chr. symposia werden gehouden. Symposia werden tot aan het einde van de oudheid gehouden.

## Symposion in het christendom
Het symposion werd in de christelijke traditie ook als een eucharistisch samenzijn bij het avondmaal opgevat. Een voorbeeld hiervan is het voedingswonder in het Evangelie volgens Marcus.

## Gebruik in het Nederlands
De betekenis van het Nederlandse symposium, feitelijk van symposion Latijn gemaakt, omvat slechts een deel van de oorspronkelijke betekenis ervan. Het gaat in het Nederlands vooral om het houden van redevoeringen rond een vastgelegd thema.